# 이치다역
이치다역(일본어: 市田駅)은 일본 나가노현 시모이나군 다카모리정에 위치한 도카이 여객철도 이다선의 철도역이다. 상대식 승강장 2면 2선의 구조를 갖춘 지상역이다.

## 타는 곳
| 승강장 | 노선     | 방향 | 행선지             |
| ------ | -------- | ---- | ------------------ |
| 1      | ■ 이다선 | 하행 | 다쓰노 방면        |
| 2      | ■ 이다선 | 상행 | 이다 · 덴류쿄 방면 |

## 역 주변
- 국도 제153호선
- 다카모리 정 상공 회관

## 역사
- 1923년
  - 3월 13일 : 이나 전기 철도의 역으로서 개업. 일반 역. 개업 후 5일만, 야마부키 역으로부터 연신 후의 종착역이 되었다.
  - 3월 18일 : 이나 전기 철도가 모토젠코지 역까지 연신. 도중역으로 하다.
- 1943년 8월 1일 : 이나 전기 철도 선이 이다선의 일부로서 국유화되어, 일본국유철도의 역이 된다.
- 1961년 6월 : 후에 '산로쿠 재해'로 불리던 대수해가 발생. 역 주변의 선로가 덴류 강부터 범람했던 토사에 수몰되어 수해를 받았다.
- 1969년 2월 2일 : 신 역사 완성.
- 1982년 11월 1일 : 차급 화물의 취급을 폐지. (여객역으로 전환)
- 1983년 2월 24일 : 업무 위탁 개시.
- 1985년 3월 14일 : 하물의 취급을 폐지.
- 1987년 4월 1일 : 일본국유철도 분할 민영화에 의해, 도카이 여객철도가 승계.
- 2011년 5월 31일 : 리니어 추오 신칸센에 대해서, 도카이 여객철도가 상정하고 있던 나가노 현으로의 역 설치 위치가 본 역에서 시모이치다역 주변 및 남쪽의 농지인 곳으로 말해 보도가 되었다.
- 2013년 4월 1일 : 지자체에 의한 간이 위탁역으로 되었다.

## 인접 역
| 도카이 여객철도 이다선   | 도카이 여객철도 이다선 | 도카이 여객철도 이다선   |
| ------------------------ | ---------------------- | ------------------------ |
| 모토젠코지 이다 방면     | ■ 쾌속 '미스즈'        | 이나오시마 마쓰모토 방면 |
| 시모이치다 도요하시 방면 | ■ 보통                 | 시모다이라 다쓰노 방면   |